# Coralie Clément
Coralie Clément (Villefranche-sur-Saône, 1978. szeptember 1. –), francia énekesnő.

## Pályafutása
Zenész családba született. Édesapja klarinétművész. Hatéves korától hegedülni tanult, de később azt abbahagyta. Bátyja, Benjamin Biolay, szintén énekes. Ő dalokat írt többek között Henri Salvadornak.
Clément elénekelte azt a „Dorénavant” című dalt, amelyet Samantha Lang L'Idole című filmjének témájaként használt (a film főszereplője Leelee Sobieski volt). Első albumának egyik dalát a Something's Gotta Give című film filmzenéjében használták fel. Ebben a főszereplők Diane Keaton és Jack Nicholson voltak.
2001-ben jelent meg a Salle des Pas Perdus című albuma. Ebben az albumban a  testvére, Benjamin Biolay a 12 dalból 10-et írt és hangszerelt.
Második albuma, a Bye bye beauté 2005-ben jelent meg, és elkészítésében a testvére ugyancsak közreműködött.

## Albumok
- 2001: Salle des pas perdus
- 2005: Bye bye beauté
- 2008: Toystore
- 2013: Iris a 3 ans (Hangoskönyv gyerekeknek, designer: Gesa Hansen)
- 2014: La belle Affaire

## Filmek
- Coralie Clément az IMDb-n